# Gerhard Stäbler
Gerhard Stäbler (Wilhelmsdorf, 20 juillet 1949) est un organiste et compositeur allemand. 

## Biographie
Gerhard Stäbler fait ses études à la Nordwestdeutsche Musikakademie de Detmold de 1968 à 1970, puis à la Folkwang-Hochschule d'Essen jusqu'en 1976, auprès de Nicolaus A. Huber pour la composition et avec Gerd Zacher pour l'orgue.
Il enseigne à la Horschule d'Essen, de 1982 à 1984. Dès le début, il a été non seulement actif en tant que compositeur, mais également impliqué sur le plan politique et organisationnel : il produit des émissions de radio, fonde le chœur Eisler d'Essen et travaille en tant que rédacteur du journal Linkskurve (1979–1984). Stäbler conçoit, avec le pianiste Ivan Pokovic, le festival Aktiv Musik en 1986, mêlant concerts et conférences pour la Nouvelle musique ainsi qu'engagement socio-politique. En 1995, il a également exercé les fonctions de directeur artistique des World Music Days de la Société internationale de musique nouvelle (IGNM) dans la région de la Ruhr.
En tant qu'organiste il effectue des tournées en Europe et aux États-Unis sur la période 1973–1993, jouant des arrangements de musique ancienne, sa propre musique ainsi que Cage, Ligeti et Christian Wolff.
De 2000 à 2010 et depuis sa réouverture à l'automne 2015, Stäbler gère avec son partenaire Kunsu Shim, EarPort, un lieu de musique expérimentale et de rencontre entre les arts, dans le port de plaisance de Duisbourg. À partir de là, Stäbler développe une activité intensive dans le domaine de l'interprétation de la musique. 
Un autre axe de son travail concerne le domaine de l'éducation, lorsqu'il organise des ateliers et des séminaires de composition et d'improvisation. Stäbler travaille avec de jeunes musiciens de nombreux pays. Compositeur en résidence, professeur invité et interprète, il a travaillé en Amérique du Sud et du Nord, ainsi qu'au Proche et Extrême-Orient.

## Style
La musique de Gerhard Stäbler sort souvent du cadre conventionnel de la salle de concert en incorporant à ses compositions des éléments d'innovation qui brisent l'interprétation traditionnelle (et donc les attentes du public), que ce soit par des gestes ou des mouvements dans l'espace, par la lumière et la création multimédia, ou par une participation active du public (Gehörsmassage pour public actif, 1973), stimulant l’imagination, la sensibilité des oreilles et des autres sens, vers de nouveaux modes de perception et de pensée. C’est la provenance de la prédilection de Stäbler pour l’enchevêtrement de la musique écrite et de l’improvisation (Hart auf Hart, musique improvisatoire pour ensemble, 1986). Dans Den Müllfahrern von San Francisco (1989–1990), il utilise le code morse. Cette démarche est entreprise dans une intention mêlant sérieux et humour.

## Succès
Durant la saison 2001/2002, Gerhard Stäbler est compositeur en résidence au Deutsche Oper am Rhein Duisburg-Dusseldorf, commanditaire de son opéra Madame la Peste (première mondiale, 26 avril 2002 à Duisbourg). 
Avec le compositeur germano-coréen Kunsu Shim, il entreprend une longue tournée à Séoul, où est produit le théâtre musical futuressenceXXX. Au printemps 2004, Stäbler est professeur invité à l'American State College Evergreen (Washington), suivi en 2005 d'une tournée sur la côte Ouest américaine, avec des spectacles et des ateliers à San Francisco, Santa Rosa et le festival Pacific Rim à Santa Cruz. 
En mai 2006, Gerhard Stäbler est Compositeur en résidence du festival « Mouvement - Musique du 21e siècle de la radio de Sarrebruck. Janvier 2007, voit la création de Tsuki, Subaru, un concert pour orgue japonais shō et orchestre a eu lieu à Duisbourg en mai, avec la création de Wasser. Signes pour orchestre, ensemble aléatoire, chœur et reproduction. En octobre 2007, deux premières de musique de chambre ont été présentées en première mondiale au Festival de musique contemporaine de Dresde, puis à la fin de l’année avec la nouvelle pièce théâtrale acclamée par la critique Last Things après Paul Auster au Mainfranken Theater Würzburg. 
De 2000 à 2010, Gerhard Stäbler et Kunsu Shim dirigent le « EarPort », centre de musique contemporaine de Duisbourg. Depuis 2012, les deux compositeurs vivent et travaillent à Düsseldorf et dans le Bas-Rhin. Ils organisent une série de concerts à la Kunsthalle Düsseldorf et le cycle de concerts « Natürlich schön! » (avec des interactions entre la musique ancienne et nouvelle) au château Benrath. Les travaux de Stäbler en 2012 sont principalement axés sur l'exploration de l'œuvre et des effets de John Cage, par exemple dans le projet de la Tonhalle Düsseldorf « CAGE 100 », avec des concerts à la Kunstakademie Düsseldorf et au Robert-Schumann-Saal ainsi que des reprises de la futureessenceXXX, en combinaison avec les Cages Europeras 3 et 4 au Théâtre d'Ulm. En 2013, il est invité à donner des concerts-portrait et interprétation, notamment à Reykjavik, en Corée, au Japon et au Portugal. 
En 2014, les œuvres ont été créées au Festival Borealis de Bergen, au Festival international de Bergen, au Festival de Karlsruhe "ZeitGenuss" et à l'Orchestre symphonique de la radio de Francfort. En juin 2014, la création du théâtre musical Erlöst Albert E. a eu lieu au Theater Ulm. En outre, Stäbler a de nouveau été invité à la Biennale Muziek Niederrhein et aux Journées mondiales de la musique de l'IGNM à Breslau. 2.015 étaient au théâtre de Würzburg théâtre musical La couleur et l'opéra de chambre Simon à l'Opéra Norske d'Oslo et Ausreißen damit / es grün bleibt … pour solistes, chœurs et ensembles, créé au festival Acht Brücken de Cologne. En 2016, avec Kunsu Shim, il conçoit la série musicale Im Gegenüber pour le diocèse de Würzburg, avec de nombreux concerts et la création mondiale d'Echo - Narcissus pour soprano, ensemble vocal et orchestre. Le Concerto pour orchestre Ausgewilderte Farben a également été commandé en 2016 par le Mainfranken Theater Würzburg.

## Prix et récompenses
En 1982, Gerhard Stäbler reçoit le Prix commémoratif Cornelius Cardew, suivi d'autres prix, commandes de compositions et bourses : Ensemblia competition (1983), Südwestfunk (1985–1986), Zentrum für Kunst und Medientechnologie (1995, 1997, 1998, 2000) et de l'Akademie der Künste, Berlin (1998). En 2003, il reçoit le prix de musique de la ville de Duisbourg.

## Œuvre
- ...Strike the ear... pour quatuor à cordes (1987, éd. Ricordi) — création à Essen, 16 novembre 1988[1].
- fallen, fallen ... und liegen und fallen,  pour mezzo-soprano, accordéon, tuba (1988/89)
- Nachbeben und davor, pour violoncelle (avec Guiro) et accordéon (avec Waldteufel) (1989, Ricordi)
- Zeitsprünge pour percussion et accordéon (1990)
- Ungaretti-Lieder, pour voix et percussion (1990)

## Discographie
- Gerhard Stäbler, Gubaidulina, Nicolaus A. Huber, Volker Heyn : Œuvres pour accordéon - Teodoro Anzellotti, accordéon (Koch 3-1356-2) (OCLC 874428623)
- Fallen, fallen-- und liegen und fallen : Gerhard Stäbler, Zeitsprünge, pour mezzo-soprano, accordéon et tuba - Christine Whittlesey, soprano ; Teodoro Anzelotti, accordéon ; Daniel Chambard, tuba (1993, Wergo WER 6516-2) (OCLC 488388454)